# Toy Biz
Toy Biz (precedentemente nota come ToyBiz e successivamente rinominata Marvel Toys) è stata una società di giocattoli statunitense, sussidiaria della Marvel Enterprises / Entertainment. Era nota soprattutto per la produzione di action figures, peluche e giochi di ruolo.

## Storia

### Fine del XX secolo-1997

#### Charan Toys (società canadese)
Il precursore originale dell'azienda è stata una società canadese, Chantex, Inc., che iniziò alla fine del XIX secolo. Avviata dalla famiglia Zuckerman, l'attività arrivò a 4,5 milioni di dollari di fatturato nel 1980. Nel 1980, Chantex si fuse con la Randim Marketing, Inc. di Earl Takefman, un produttore e grossista di materiale scolastico, per diventare la Charan Industries Inc. La sua filiale Charan Toy, Inc. divenne una delle principali società di giocattoli con licenza nel 1985.  Oltre ai giocattoli, la Charan ha espanso la sua attività in altri settori, tra cui un marchio di attrezzature per hockey a metà degli anni '80.

#### Toy Biz (azienda americana)
Nel 1990, Charan, compresa la filiale Toy Biz, fu acquistata dall'imprenditore Ike Perlmutter. Nel 1993, Toy Biz fece un accordo per "licenze esclusive, perpetue e libere da royalty" di Personaggi Marvel in cambio del 46 percento del capitale di Toy Biz. Avi Arad, designer di giocattoli e grande fan dei fumetti si unì a Toy Biz nello stesso anno.
Toy Biz ha continuato a ottenere licenze di altri marchi, tra cui Hercules: The Legendary Journeys e Xena: Warrior Princess. Inoltre, fece accordi con Gerber e NASCAR. Nel 1995 Toy Biz ha acquisito la Spectra Star, Inc. e la Quest Aerospace Education, Inc., entrambe società di giocattoli.  Toy Biz ha iniziato a distribuire la sua linea di caramelle Classic Heroes nel 1996, vendendo combinazioni di caramelle e giocattoli, utilizzando principalmente personaggi Marvel. La società è entrata anche nel segmento dei dispositivi elettronici di apprendimento (ELA) nel settore dei giocattoli nel 1996 con un accordo di licenza con Apple Computer.
Toy Biz acquisì parzialmente Marvel Entertainment Group alla fine degli anni '90, dopo l'istanza di fallimento presentata dall'azienda ed una battaglia per il controllo in un tribunale fallimentare.
La compagnia fu salvatanel 1997 e fusa con Toy Biz nel 1998.  La nuova società venne chiamata Marvel Enterprises e Toy Biz divenne una divisione della nuova società.

### 1998-2007

#### Toy Biz come filiale
Nel 2001, la Marvel Enterprises ha concesso in licenza i diritti sul nome "Toy Biz" a un produttore di giocattoli con sede a Hong Kong, la Toy Biz Worldwide Ltd, spostando all'estero gran parte della produzione. L'accordo si è poi concluso bruscamente nel 2006.
Nel settembre 2005, la Marvel Enterprises ha cambiato il suo nome in Marvel Entertainment per riflettere l'espansione della società nella creazione dell'universo cinematografico Marvel . Come risultato di questo cambiamento, Toy Biz sostituì il suo logo suo prodotti non Marvel rinominandolo "Marvel Toys". I personaggi Marvel Comics continuavano ad utilizzare il marchio Toy Biz.

#### Accordo di licenza Marvel Entertainment con Hasbro
Nel gennaio 2006, la Marvel Entertainment ha firmato un accordo di licenza quinquennale con Hasbro Inc. per 205 milioni di dollari, dando a Hasbro il diritto di realizzare giocattoli basati sulle licenze Marvel Comic. Di conseguenza, la Marvel Entertainment ha concluso prematuramente il suo accordo con Toy Biz Worldwide Ltd. A seguito della risoluzione anticipata, Marvel Entertainment ha pagato a Toy Biz Worldwide una penale compresa tra 13 e 16 milioni di dollari. La Marvel Entertainment ha ufficialmente smesso di usare il marchio e il nome "Toy Biz" dal 1º ° gennaio 2007 e la divisione è stata rinominata Marvel Toys.
Per tutto il 2007, la divisione ha lottato per rimanere a galla senza i personaggi della Marvel Comic. Date le scarse vendite la Marvel Entertainment decide di chiudere l'azienda. Alla fine del 2007, il sito Web dell'azienda viene chiuso.